# كازاريتشه
كَزَرِجَّة (بالإيطالية: Casarecce، نقحرة: كازاريتشه) وهي نوع من المعكرونة ذات شكل حر لايتبع شكلاً معيناً. والاسم الإيطالي مأخوذ من كلمة كازاريتشو (casereccio) التي تعني «محلية الصنع».